# Anushka Sharma
Anushka Sharma (Ayodhya, Uttar Pradesh, 1 de mayo de 1988) es una actriz y productora de cine india. Ella ha establecido una carrera en películas en idioma hindi, y es una de las actrices más populares y mejor pagadas en La India. Ha recibido varios premios, incluido un premio Filmfare y siete nominaciones al mismo.

## Carrera
Nacida en Ayodhya y criada en Bangalore, Sharma tuvo su primera experiencia en el modelaje para el diseñador de moda Wendell Rodricks en 2007 y luego se trasladó a Bombay para seguir una carrera de tiempo completo como modelo. Hizo su debut como actriz junto a Shah Rukh Khan en la exitosa cinta romántica Rab Ne Bana Di Jodi (2008), que le valió una nominación al Premio Filmfare por Mejor Actriz. Saltó a la fama con papeles protagónicos en los dramas Band Baaja Baaraat (2010) y Jab Tak Hai Jaan (2012); por este último ganó el premio a la mejor actriz de reparto en Filmfare. Tuvo sus mayores éxitos comerciales con los papeles de una reportera de televisión en la sátira religiosa PK (2014) y de una luchadora en el drama deportivo Sultan (2016), ambas clasificadas entre las películas indias más taquilleras. Sharma recibió elogios y varias nominaciones en función de su actuación en el thriller NH10 de 2015, que también marcó su debut en la producción, y en el drama romántico de 2016 Ae Dil Hai Mushkil.
Además de su carrera en la actuación, Sharma es la embajadora de múltiples marcas y productos y ha diseñado su propia línea de ropa para mujeres. Apoya diversas organizaciones y causas benéficas, incluida la igualdad de género y los derechos de los animales, y es cofundadora de la productora Clean Slate Films. Sharma está casada con el jugador de cricket Virat Kohli.

## Filmografía
- 2008 -	Rab Ne Bana Di Jodi
- 2010 -	Badmaash Company
- 2010 -	Band Baaja Baaraat
- 2011 -	Patiala House
- 2011 -	Ladies vs Ricky Bahl
- 2012 -	Jab Tak Hai Jaan
- 2013 -	Matru Ki Bijlee Ka Mandola
- 2014 -	PK
- 2015 -	NH10
- 2015 -	Bombay Velvet
- 2015 -	Dil Dhadakne Do
- 2016 -	Sultan
- 2016 -	Ae Dil Hai Mushkil
- 2017 -	Phillauri
- 2017 -	Jab Harry Met Sejal
- 2018 -	Pari
- 2018 - Sanju
- 2018 -  Zero